# Asz-Szajch Badr
Asz-Szajch Badr (arab. الشيخ بدر) – miasto w Syrii, w muhafazie Tartus. W 2004 roku liczyło 9486 mieszkańców.